# Отто Шаден
Отто Джон Шаден (англ. Otto John Schaden; нар. 28 вересня 1956 — 23 листопада 2015) — американський єгиптолог. Він був польовим керівником Amenmesse Tomb Project в Університеті Мемфіса (Теннессі). Окрім роботи над гробницею Аменмес (KV10) у головному рукаві Долини царів, він також розчистив та повторно дослідив гробниці WV23, WV24 та WV25 у Західній долині.

## Біографія
Шаден викладав середньоєгипетську мову в Університеті Міннесоти на початку 1970-х років. 8 лютого 2006 року було оголошено, що його команда виявила KV63, неушкоджену камеру, яку спочатку вважали гробницею. Гробницю повільно розкопували з березня по липень 2006 року, і, ймовірно, вона була місцем зберігання муміфікованих решток іншої царської гробниці — можливо, несанкціонованої гробниці, передчасно позначеної як KV64.
У журналі Harper's Magazine за січень 2008 року було опубліковано довге есе Грегорі Джейнса про його візит до гробниці KV63 у березні 2006 року, в якому він описує суперечку Отто Шадена з його начальницею Лорелей Коркоран з Університету Мемфіса. Університет Мемфіса та доктор Шаден розірвали свої відносини, і дослідження Шадена мали продовжитися під егідою Вищої ради старожитностей Єгипту, що є дуже незвичайним кроком, оскільки більшість досліджень проводяться під егідою університету. Він помер 23 листопада 2015 року у віці 78 років.